# Joseph Benedikt Kapferer
Joseph Benedikt Kapferer (geboren am 20. März 1780 in Freiburg im Breisgau; gestorben am 6. Juli 1852 in Waldkirch) war ein deutscher Jurist, der in Diensten des Großherzogtums Baden stand.

## Leben
Kapferer ging in seiner Heimatstadt Freiburg zur Schule, anschließend studierte er an der dortigen Universität Humanwissenschaft, Philosophie und Jura. Nachdem er 1803 das Staatsexamen abgelegt hatte, trat er als Doktor beider Rechte in den Staatsdienst. 1804 wurde ihm die Leitung des Gerichts Ortenberg, einer Verwaltungseinheit ursprünglich der vorderösterreichischen Landvogtei Ortenau, die 1803 zum Herzogtum Modena-Breisgau gekommen war, übertragen. Es wurde, nachdem das Herzogtum aufgrund des Preßburger Friedens von 1805 zu Baden gekommen war, 1807 aufgelöst, Kapferer daraufhin als Assessor zum Obervogteiamt Achern versetzt. Ende 1809 wurde ihm die Stelle des Zweiten Beamten beim zum Kriminalamt aufgestuften Bezirksamt Überlingen, im Mai 1813 die Leitung des Bezirksamtes Endingen übertragen. 1819 wurde Kapferer als Richter an das Hofgericht in Freiburg, seinerzeit eines der drei Hofgerichte des Landes, berufen.
Aus gesundheitlichen Gründen wurde Kapferer bereits 1821 in den Ruhestand versetzt. Er verstarb am 6. Juli 1852 in Waldkirch.

## Schriften
- De conciliis ecclesiasticis speciatim oecumenicis. Freiburg 1803
- Mit Friedrich Frech: Entwurf einer Gemeindeordnung für constitutionelle Staaten. Karlsruhe 1822